# Den Affen töten
Den Affen töten ist ein deutscher Dokumentarfilm von Britta Wandaogo (geb. Petzold) aus dem Jahr 1994. Der Film entstand an der Kunsthochschule für Medien Köln. Er wurde im Sommer 1993 gedreht und ist ein Film von und über Junkies am Dortmunder Hauptbahnhof.

## Handlung
Im Film kommen ausschließlich die Abhängigen selbst zu Wort. Der Titel bezieht sich auf die als Affe bezeichneten schweren Entzugserscheinungen, wenn der Drogennachschub ausfällt. Der Film erzählt von extremen Lebens- und Leidenssituationen verschiedener Junkies, zu denen Beschaffungskriminalität, Prostitution, Krankheit, Elend, gesellschaftliche Verachtung und Tod gehören.

## Rezeption und Auszeichnungen
Der Film lief in Deutschland unter anderem am 29. April 1995 im Deutschen Wettbewerb bei den Internationalen Kurzfilmtagen in Oberhausen. Auf dem Festival Blicke aus dem Ruhrgebiet erhielt er 1994 den 1. Preis und den Publikumspreis, auf dem Videofest Bochum den 1. Preis als bester Dokumentarfilm. Weitere Festival-Teilnahmen waren das Kasseler Dokumentarfilm- und Videofest, Stuttgarter Filmwinter, Videofest Berlin, Sehsüchte Festival, Festival Internacional de Cine Cinema Jove in Valencia sowie die Video/Filmtage Rheinland-Pfalz/Thüringen, wo der Film den Videoförderpreis erhielt.
Vom 26. Juni 1999 bis 8. August 1999 lief der Film in einer Einzelausstellung von Britta Wandaogo im Kölnischen Kunstverein zusammen mit dem Film Bilfou Biga. Im Pressetext des Kölnischen Kunstvereins wurde der Film mit den Worten beworben: „Die Kölner Filmemacherin Britta Wandaogo, die kürzlich mit dem Spiridon-Neven-Dumont-Preis ausgezeichnet wurde, erweitert den Begriff des Dokumentarischen um eine neue Dimension.“
Im Jahr 2000 war der Film im Kurzfilmprogramm Tücken des Alltags – Filmemacherinnen unterwegs, einer Tournee mit Filmen von Frauen in 14 Städten in Nordrhein-Westfalen. Es handelte sich um ein Folgeprojekt des Künstlerinnenpreises NRW; das Programm wurde organisiert von Angela Haardt, der ehemaligen Leiterin der Internationalen Kurzfilmtage Oberhausen. Der Film wird im Programm wie folgt beworben: „Wie kaum jemandem gelingt es Britta Wandaogo, einfach anwesend zu sein bei den Junkies, als sei sie eine von ihnen, und das kann doch nicht sein, da die Kamera immer dabei ist – als sei sie eingewachsen in die Haut. Solche Unmittelbarkeit ist atemberaubend, welch ein Arbeitsprozess steckt darin – im Schnitt, in der Ordnung des Materials!“
Am 29. August 2008 wurde der Film im Kunsthaus Dresden im Filmprogramm der Ausstellung UNDER INFLUENCE – Rausch und Drogen in der Gegenwartskunst (1. August bis 12. Oktober 2008, kuratiert von Susanne Weiß) gezeigt.

### Kritiken
„Britta Wandaogo hat eine eigene sehr dichte dokumentarische Arbeitsweise gefunden. (…) Der Respekt und die Sensibilität der Regisseurin zeugen von einem tiefen Verständnis für die Lebenssituation und den Drogenalltag der Protagonisten. Die Interviews und Gespräche geben den Leuten Zeit, doch jedes Bild und jede Äußerung treibt die Geschichte voran. Keine versteckte Moral, die Bilder meinen genau was sie zeigen, nicht mehr und nicht weniger. Das ermöglicht dem Zuschauer einen klaren Blick auf die (Zerstörungs-) kraft der Drogen und auf ein Milieu, das in der Regel in den Medien entweder reißerisch abgehandelt oder aber pädagogisch problematisiert wird. (..) Ihr intuitiver Umgang, die eigenwillige Videoästhetik und die Leichtigkeit ihrer Erzählweise hinterlassen einen nachhaltigen Eindruck“. Auszug Förderpreis des Landes Nordrhein-Westfalen für junge Künstlerinnen und Künstler Kategorie Kamera und Regie, Bundesministerium NRW 1997“

„Eine filmische Dokumentation ohne Distanz, ganz aus der Nähe, aber nie voyeuristisch: Die Würde bleibt bewahrt. Ein Film über ‚sogenannte‘ Betroffene, der uns alle betrifft, weil uns allen Ähnliches passieren könnte. ‚Sag niemals nie!‘ Das Wort ‚Authentizität‘ erfährt durch diese Arbeit positive Bekräftigung, denn sie ist fernab jeder Sensationshascherei. Und über den Sinn des Wortes ‚Anteilnahme‘ ist der Zuschauer aufgefordert nachzudenken. Jurybegründung Förderpreis für freie Videoarbeit, Video/Filmtage Rheinland-Pfalz/Thüringen 1994“